# Bieliny (Brochów)
Pour les articles homonymes, voir Bieliny.
Bieliny [bjɛˈlinɨ] est un village polonais de la gmina de Brochów dans le powiat de Sochaczew et dans la voïvodie de Mazovie.